# 李科羅
李科羅，又譯利勝（西班牙文獻記為「 ()」，另有拼寫為Vittorio Riccio，1621年8月27日—1685年2月17日），義大利籍天主教道明會神父。

## 生平
李科羅據說是利瑪竇同一家族之晚生後輩，生於義大利弗羅倫斯Florence的S. Maria a Cintoia，並在Fiesole求學，後到羅馬學習。1654年自菲律賓馬尼拉至福建廈門設置道明會教堂、宣道所向鄭成功部隊傳教，因此被鄭成功延攬為幕僚職司與菲律賓交涉事宜。1662年鄭成功在驅逐荷蘭之後，派他前往馬尼拉向菲律賓總督Sabiniano Manrique de Lara遞送招降文書，威嚇出兵佔領，引發西班牙菲律賓當局在呂宋屠殺當地漢人。
他在馬尼拉華人區澗內安逝。

## 著作
- 《傳教會在中華帝國的活動》（Acts of Order of Preachers in the Empire of China），1673年出版，共三卷
- 《西班牙人在台灣》，是研究鄭氏在台活動的第一手珍貴史料。